# 542-га піхотна дивізія (Третій Рейх)
542-га піхотна дивізія (Третій Рейх) (нім. 542. Infanterie-Division) — піхотна дивізія Вермахту, що входила до складу німецьких сухопутних військ у роки Другої світової війни.

## Історія з'єднання
542-га піхотна дивізія була створена 12 серпня 1944 року шляхом перейменування та реорганізації 542-ї гренадерської дивізії в «новий тип піхотної дивізії зразка 1944 року». Розширення дивізії відбулося за рахунок реорганізації підрозділу забезпечення автотранспорту, реорганізації відділу дивізійної розвідки, розширення дивізійної бойової школи, тимчасового формування підрозділу винищувачів танків та ліквідації танкової роти. Дивізія була дислокована між Августовом і Сувалки. Починаючи з 30 серпня, дивізія була замінена на ділянці фронту на схід від Сувалки 558-ю гренадерською дивізією. З 30 серпня по 7 вересня дивізія була завантажена в районі Сувалки-Тройбург і перевезена на залізничну станцію Яблонна-Легіоново. За наказом командувача 9-ї армії, дивізія повинна була замінити 1-шу угорську кавалерійську дивізію на схід від Варшави-Праги в IV танковому корпусі СС.
У вересні-жовтні вела бої за плацдарми на річці Нарва. 9 жовтня 1944 року дивізія була перейменована в 542-гу фольксгренадерську дивізію.

## Райони бойових дій
- Східний фронт (центральний напрямок) (серпень — жовтень 1944).

## Командування

### Командири
- генерал-лейтенант Карл Леврік (12 серпня — 9 жовтня 1944).

### Підпорядкованість
| Час        | Корпус                    | Армія | Група армій (округ) | Штаб    |
| ---------- | ------------------------- | ----- | ------------------- | ------- |
| 1944       |                           |       |                     |         |
| 12 серпня  | XXXXI тк                  | 4 А   | Група армій «Центр» | Сувалки |
| 6 вересня  | Оперативна група «Ріхтер» | 2 А   | Група армій «Центр» | Нарва   |
| 12 вересня | XX ак                     | 2 А   | Група армій «Центр» | Нарва   |

### Склад
| 1944                                      |
| ----------------------------------------- |
| 1076-й гренадерський полк                 |
| 1077-й гренадерський полк                 |
| 1078-й гренадерський полк                 |
| 1542-й артилерійський полк                |
| 1542-й дивізіон «Штурмгешуц»              |
| 1542-й інженерний батальйон               |
| 542-га фузилерна рота                     |
| 1542-га зенітна батарея                   |
| 1542-га рота зв'язку                      |
| 1542-ге дивізійне управління забезпечення |